# Biserica fortificată din Pelișor
Biserica evanghelică fortificată din Pelișor din comuna Bârghiș, județul Sibiu, a fost construită în secolul al XIII-lea. Figurează pe lista monumentelor istorice 2010, cod LMI SB-II-a-B-12501, cu următoarele obiective:
- codLMI|SB-II-m-B-12501.01 - Biserica evanghelică fortificată, secolul al XV-lea - al XVIII-lea;
- codLMI|SB-II-m-B-12501.02 - Incintă fortificată, cu turnuri, turn de poartă, zwinger, secolul al XV-lea - al XVII-lea.

## Localitatea
Pelișor, mai demult Măgărei, Măgărău, Măgria (în dialectul săsesc Muegeroi, Mogerâ, în germană Magarey, Magaren, Magerau, în maghiară Magaré), este un sat în partea de est a județului Sibiu, în Podișul Târnavelor. Aparține de comuna Bârghiș. Prima atestare documentară a așezării este în anul 1357, an în care satul aparținea de posesiunile greavilor din Alțâna. Începând cu sfârșitul secolului al XIV-lea, localitatea a aparținut până în 1876 de Scaunul Nocrich.
De-a lungul istoriei sale, Pelișorul a avut o mulțime de dispute cu Biertanul, o localitate mult mai mare cu o populație numeroasă. Astfel, până în secolul al XIX-lea, Biertanul și-a revendicat dreptul asupra diferitelor parcele de pământ. Universitatea Săsească a interzis în anul 1676 locuitorilor din Pelișor să părăsească satul fără ca aceștia să renunțe la întreaga proprietate a lor. Cu toate acestea, în anul 1696 localitatea avea deja 15 gospodării părăsite. La sfârșitul secolului al XVIII-lea a avut loc un incendiu devastator care a distrus o parte a satului, casele fiind construite preponderent din lemn.

## Biserica
Biserica a fost construită în secolul al XV-lea ca o biserică hală fără turn. Corul este boltit si prezintă nervuri din piatră încrucișate care sunt sprijinite în console. Intrarea în biserică se face prin intermediul a două portaluri, unul sudic și unul vestic, portaluri ornamentate în stil gotic. O dată cu modificările structurale din secolul al XVIII-lea se înlocuiește bolta corului cu una simplistă din cărămidă. Tot acum turnul de poartă al fortificației capătă destinația de clopotniță, el este cel mai înalt dintre toate și are cinci nivele. Acest turn a fost ridicat cel mai probabil în primul deceniu al secolului al XVI-lea și el adăpostește un clopot, cel mic, datat în anul 1512.
- Cristelnița are forma unui potir cu un capac de lemn și prezintă trăsături clasice. Construită în 1830, aceasta a fost oferită ca dar de către văduva Bielz, care a primit în schimb cristelnițul medieval din piatră. Actualul altar, ridicat ulterior, a fost inaugurat în 1832.[6]
- Altarul clasic îl are în prim-plan pe Mântuitorul predicator. Fundalul prezintă scene precum Răstignirea, Păstorul cel Bun, Vița de vie, Templul, Snopii și Piatra din colț. Cadrul din lemn este caracterizat de o arhitravă curbată, un fronton ascuțit și două coloane împreună cu pilastri.[7]
- Orga bisericii este în stil baroc și a fost amplasată pe tribuna vestică a edificiului religios. Ea a fost datată în anul 1796 și a fost mutată în anul 1998 la biserica evanghelică din București.[8]

## Fortificația
Fortificația a fost ridicată la sfârșitul secolului al XV-lea și începutul secolului al XVI-lea. Aceasta afișează o incintă poligonală, simplă, care avea la colțuri patru turnuri și o mulțime de contraforturi de susținere a zidurilor. Turnul de poartă ce se află în partea de sud - est avea prevăzută o poartă masivă și o hersă, primul nivel al turnului având destinația de locuință. Pe partea estică se poate vedea un turn mic care avea rolul de apărare al accesului pietonal spre biserică. În partea sud-vestică și nord-vestică zidurile erau flancate de două turnuri masive. Pe partea cea mai expusă spre panta dealului, în direcția vestică s-a ridicat în secolul al XVII-lea un zid ce avea un rând de guri de smoală și două rânduri de guri de tragere. În fața acestui zid prin care fortificația a fost practic dublată, s-a săpat un șanț de apărare. Zidurile celei de a doua curtine au o înățime de circa 10 metri și prezintă drum de strajă și intercalat ambrazuri și mușarabii.
Turnul nord-vestic avea inițial acoperișul în pupitru, astăzi acesta este complet distrus. Cel mai mic dintre turnuri este cel estic, cel apropiat de axa bisericii.

## Galerie de imagini

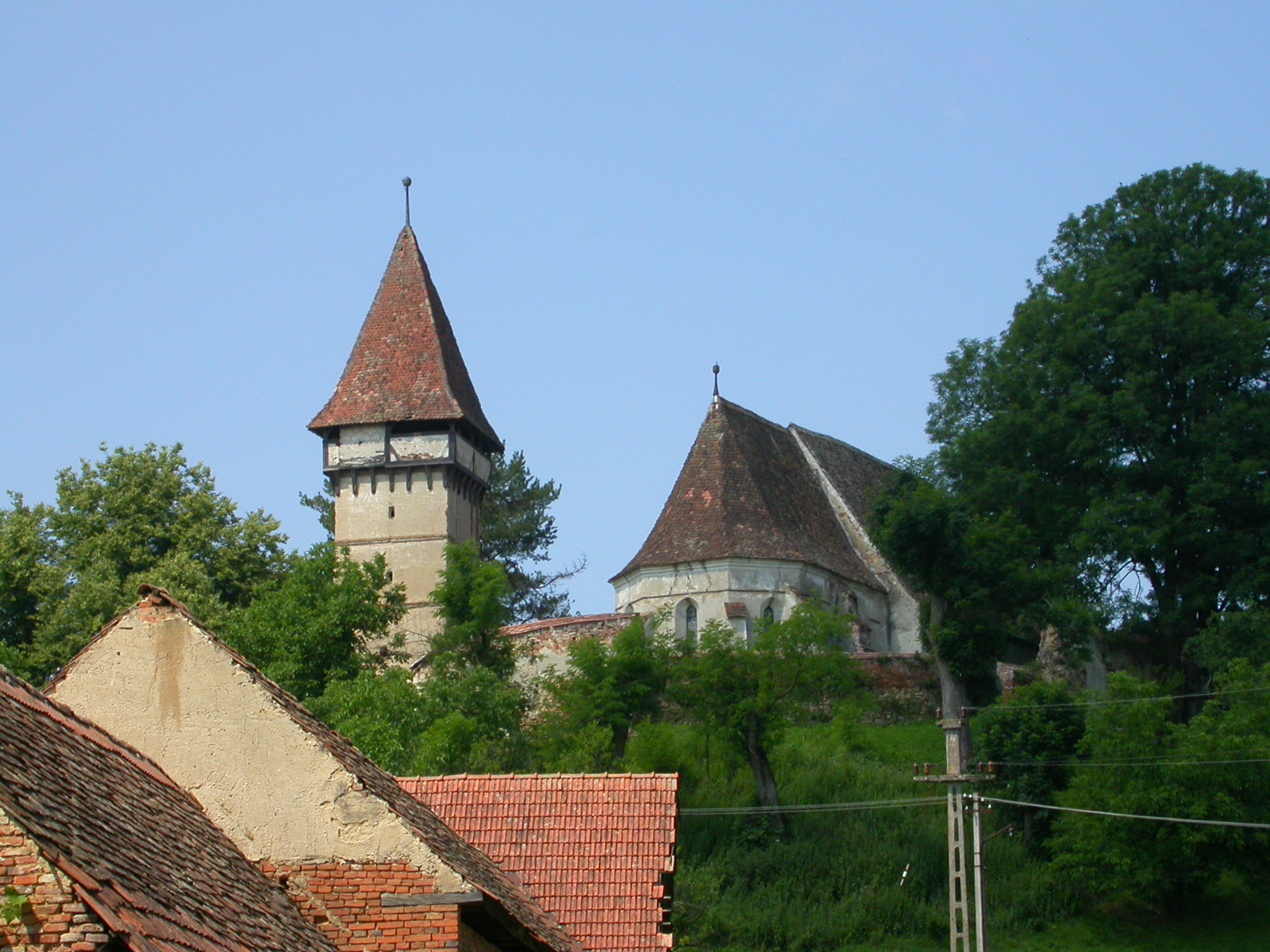
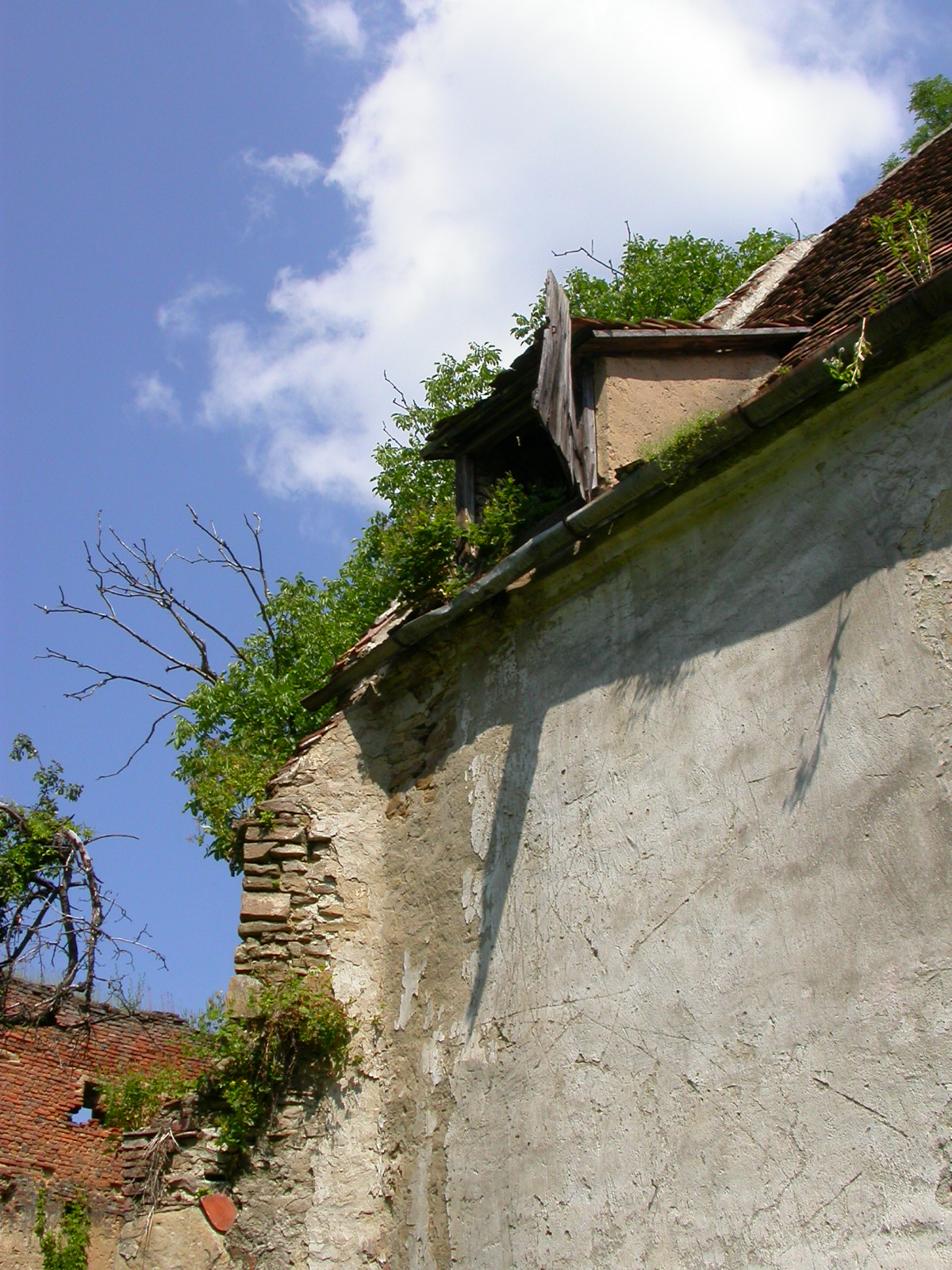
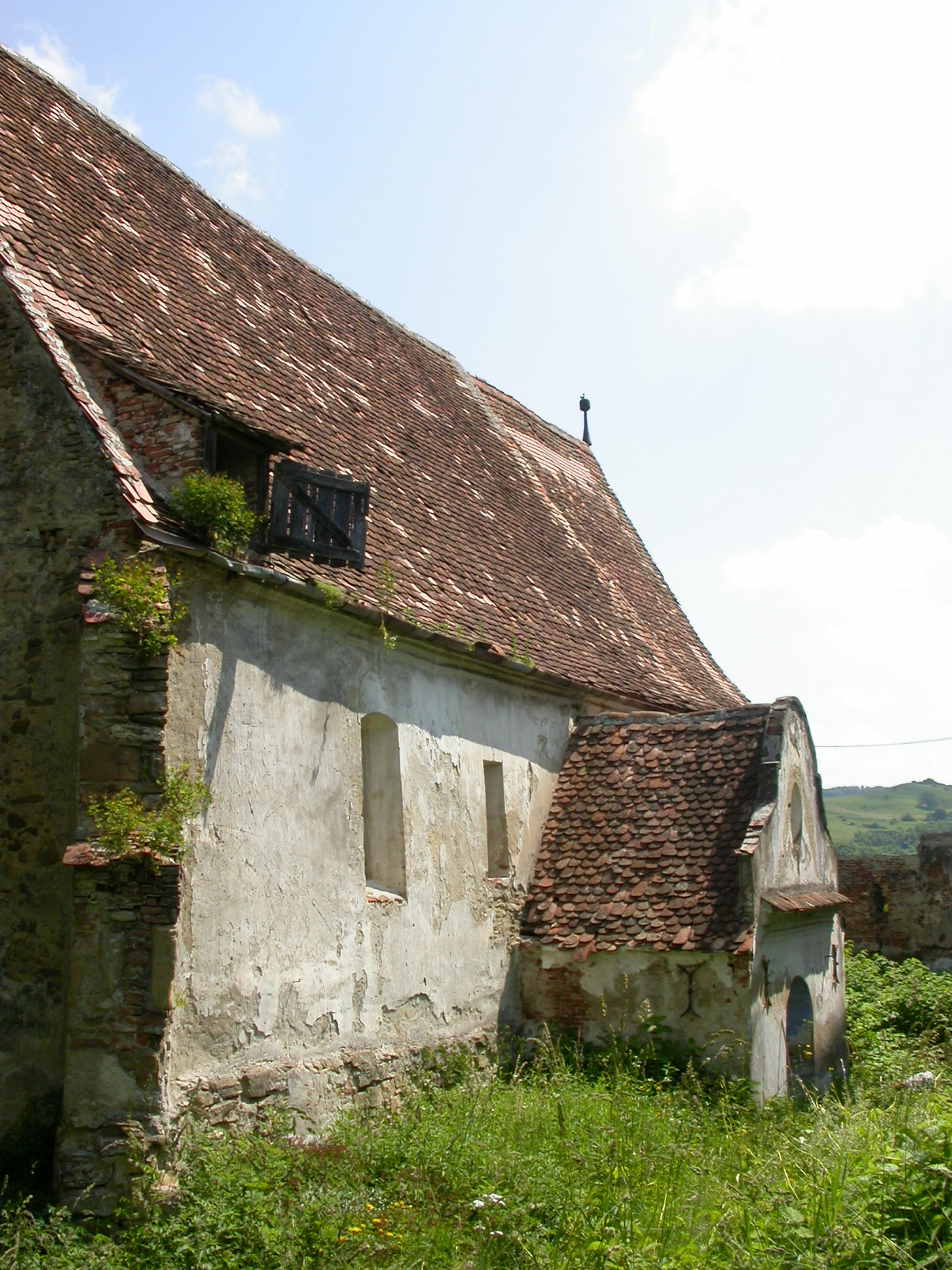
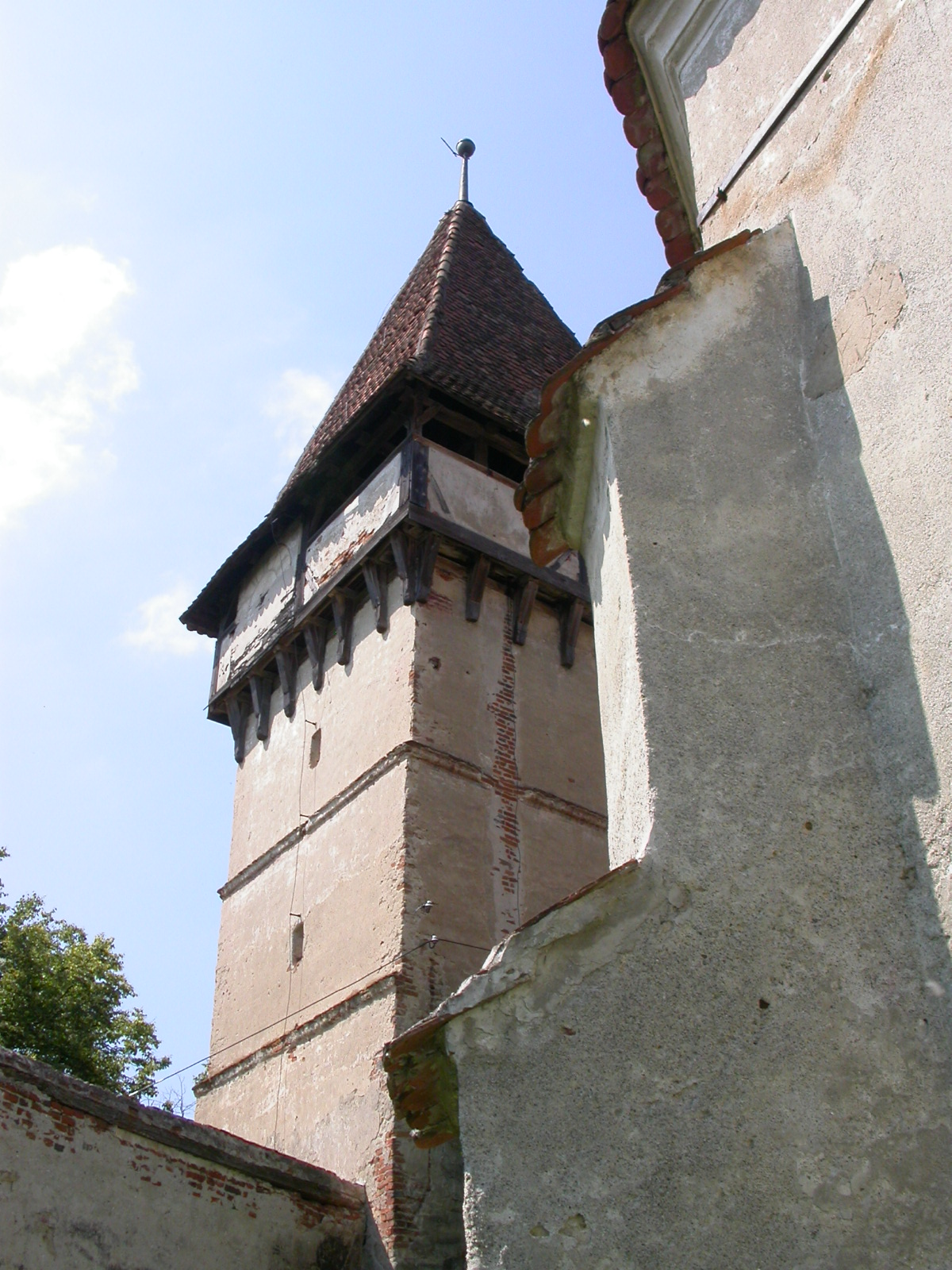
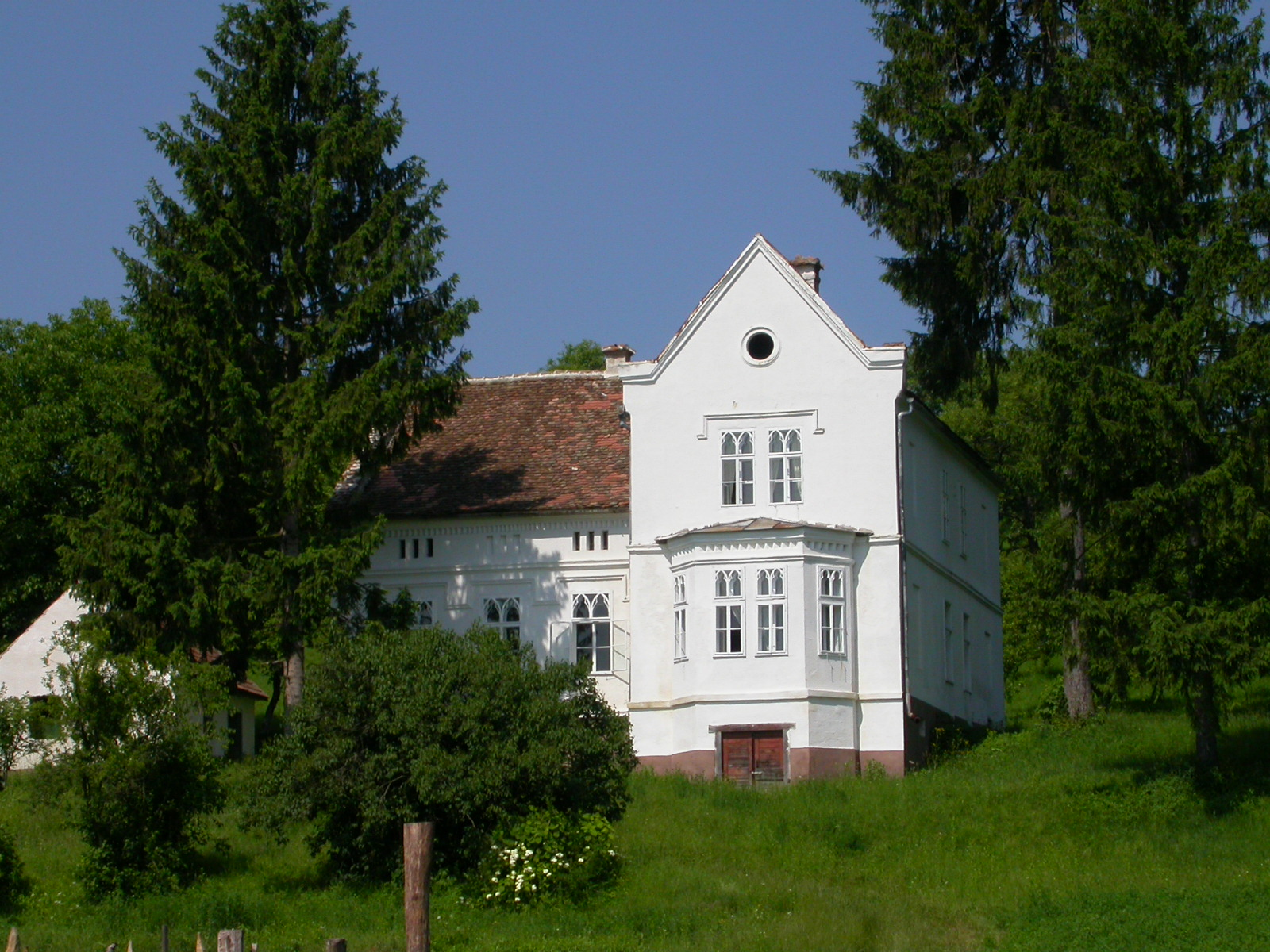
Casa parohială renovată
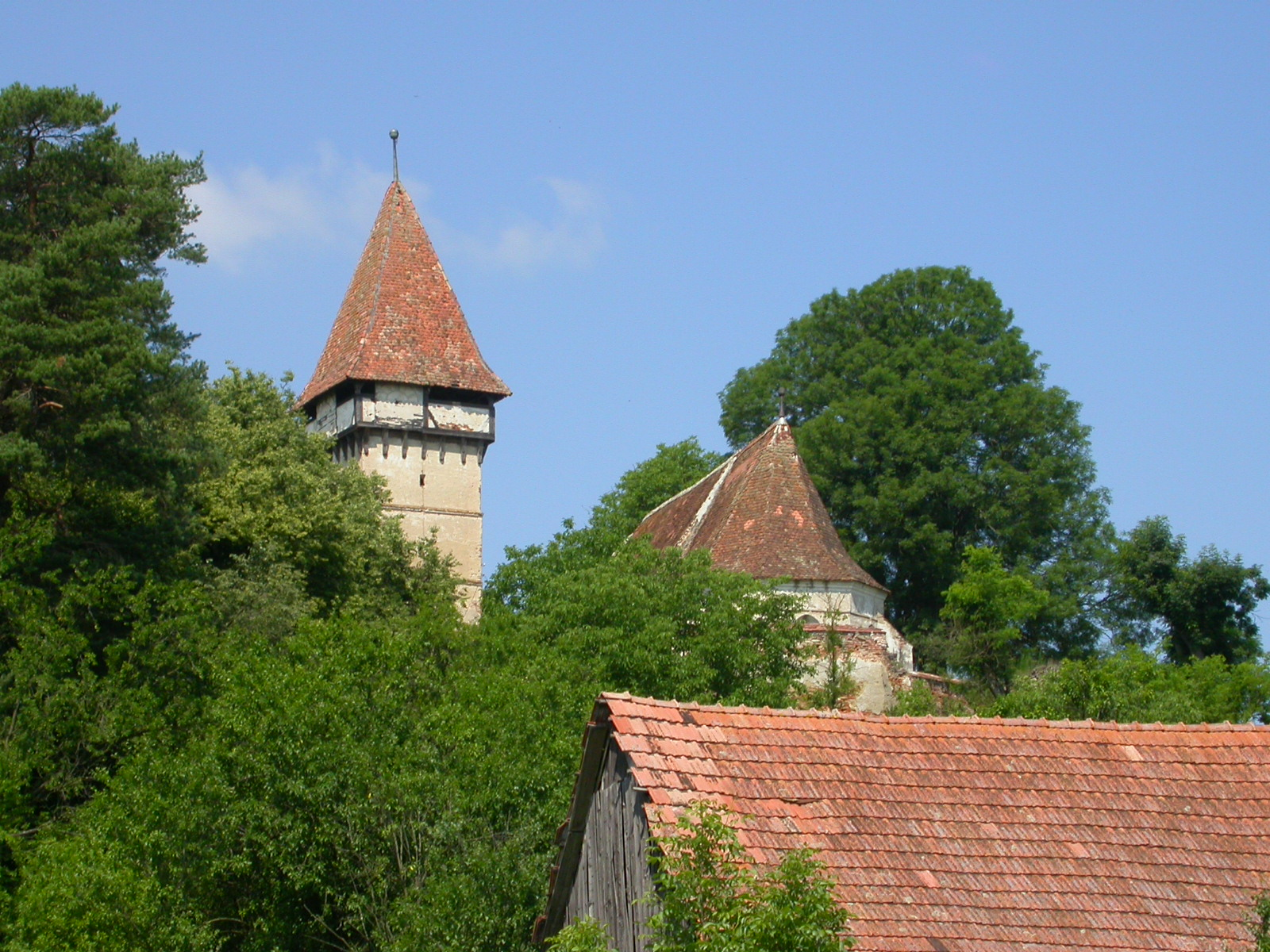